# Erika Alexander
Erika Rose Alexander (Winslow (Arizona), 19 november 1969) is een Amerikaans actrice, stripauteur, filmproducente, filmregisseuse, scenarioschrijfster, entrepreneur en activiste.

## Biografie
Alexander werd geboren in Winslow (Arizona), maar is opgegroeid in Philadelphia (Pennsylvania) als dochter van een dominee en heeft vijf broers en zussen. Alexander heeft de high school doorlopen aan de Philadelphia High School voor Meisjes en daarna ging zij acteren leren aan de Philadelphia Freedom Theater School. 
Alexander begon in 1986 met acteren in de film My Little Girl. Hierna heeft zij nog meerdere rollen gespeeld in films en televisieseries zoals The Cosby Show (1990-1992), Living Single (1993-1998), Judging Amy (2001), Full Frontal (2002), Street Time (2002-2003), Déjà Vu (2006) en In Plain Sight (2010).
Alexander was van 1997 tot en met 2017 getrouwd.

## Prijzen
- 2003 Black Reel Awards in de categorie Beste Onafhankelijke Actrice met de film 30 Years to Life – gewonnen.
- 1998 Image Awards in de categorie Uitstekende Actrice in een Hoofdrol in een Televisieserie met de televisieserie Living Single – gewonnen.
- 1997 Image Awards in de categorie Uitstekende Actrice in een Hoofdrol in een Televisieserie met de televisieserie Living Single – genomineerd.
- 1998 Image Awards in de categorie Uitstekende Actrice in een Hoofdrol in een Televisieserie met de televisieserie Living Single – gewonnen.

## Filmografie

### Films
Uitgezonderd korte films.
- 2024 Peter Brook's the Mahabharata (8K) - als Hidimbi
- 2023 American Fiction - als Coraline
- 2021 American Refugee - als Helen Taylor
- 2019 I See You - als Moriah Davis
- 2017 Get Out - als rechercheur Latoya
- 2014 The Magic City – als ms. Fletcher
- 2014 Elsa & Fred - als Laverne
- 2009 La mission – als Lena
- 2006 Déjà Vu – als Shanti
- 2006 Sixty Minute Man – als Jane
- 2004 Tricks – als Laurel
- 2002 Full Frontal – als Lucy
- 2002 Love Liza – als Brenda
- 2001 30 Years to Life – als Joy
- 1999 KnitWits Revisited – als Amina
- 1998 Mama Flora's Family – als jonge Flora
- 1998 54 – als Ciel
- 1994 Override – als ??
- 1992 Fathers & Sons – als Venell
- 1991 He Said, She Said – als Rita
- 1990 The Last Best Year – als Amy
- 1990 The Long Walk Home – als Seima Cotter
- 1990 Common Ground – als Cassandra Twymon
- 1986 George Washington II: The Forging of a Nation – als Oney
- 1986 My Little Girl – als Joan

### Televisieseries
Uitgezonderd eenmalige gastrollen.
- 2022 Shining Girls - als Abby - 7 afl.
- 2022 Swimming with Sharks - als Meredith - 6 afl.
- 2019 - 2021 Wu-Tang: An American Saga - als Linda Diggs - 13 afl.
- 2021 Run the World - als Barb - 5 afl.
- 2018 - 2019 Black Lightning - als Perenna - 8 afl.
- 2018 Insecure - als Yolanda - 3 afl.
- 2017 - 2018 Beyond - als Tess Shoemacher - 12 afl.
- 2016 - 2017 Bosch - als Connie Irving - 10 afl.
- 2016 Queen Sugar - als LeeAnne  - 2 afl.
- 2012 - 2015 Last Man Standing - als Carol - 10 afl.
- 2014 Let's Stay Together - als Blanche - 3 afl.
- 2013 Low Winter Sun - als Louise 'LC' Cullen - 4 afl.
- 2010 In Plain Sight – als Theresa Simmons – 4 afl.
- 2006 Heist – als vrouw van James / Sundra Johnson – 4 afl.
- 2002 – 2003 Street Time – als Dee Mulhern – 20 afl.
- 2001 – 2002 The Zeta Project – als agent Rush – 2 afl.
- 2001 Judging Amy – als Fran Wilson – 7 afl.
- 1993 – 1998 Living Single – als Maxine Felice Shaw – 117 afl.
- 1992 – 1993 Going to Extremes – als Cheryl Carter – 17 afl.
- 1990 – 1992 The Cosby Show – als Pam Tucker – 21 afl.
- 1989 The Mahabharata – als Hidimbi / Madri – miniserie

### Filmproducente
- 2023 Independent Lens - televisieserie - 1 afl.
- 2023 The Big Payback - film
- 2022 Finding Tamika - podcastserie
- 2020 John Lewis: Good Trouble - documentaire
- 2015 The BFF Chronicles - televisieserie

### Filmregisseuse
- 2023 Independent Lens - televisieserie - 1 afl.
- 2023 The Big Payback - film
- 1996 Popcorn Movie Review - televisiespecial

### Scenarioschrijfster
- 2022 Finding Tamika - podcastserie
- 2015 The BFF Chronicles - televisieserie
- 1996 Popcorn Movie Review - televisiespecial

### Strips
- Concrete Park (2012) - met Tony Puryear
- Buffy the Vampire Slayer: Giles: Girl Blue (2018) - met Joss Whedon

- Gemeinsame Normdatei: 1225369886
- International Standard Name Identifier: 0000 0004 6250 9240
- Library of Congress Control Number: no99083418
- MusicBrainz: f3575117-472c-4843-a7a7-7f055367e89a
- Nationale Bibliotheek van Israël: 987007416580605171
- Virtual International Authority File: 75958169
- WorldCat: E39PBJmdxdYy8GJf4qXqTjB3wC